# دوغ‌آباد (افغانستان)
دوغ‌آباد یک منطقهٔ مسکونی در افغانستان است که در ولایت بامیان واقع شده‌است.